# Rekhes Lavan
Rekhes Lavan (hebreiska: רכס לבן) är en ås i Israel.   Den ligger i distriktet Jerusalem, i den centrala delen av landet.